# Humoresque (Poot)
Humoresque is een compositie voor harmonieorkest of fanfareorkest van de Belgische componist en lid van de componisten groep De Synthetisten Marcel Poot. Het werk is geschreven ter voor een internationaal concours te Doornik en was verplicht werk voor fanfareorkest tijdens het Wereld Muziek Concours 1981 te Kerkrade.